# Qona Christie
Qona Christie (ur. 9 marca 1999) – nowozelandzka judoczka.
Uczestniczka mistrzostw świata w 2023. Startowała w Pucharze Świata w 2018, 2019, 2022 i 2023. Siódma na igrzyskach wspólnoty narodów w 2022. Triumfatorka mistrzostw Oceanii w 2018 i druga w 2017. Mistrzyni kraju w 2016 i 2019 roku.